# Lázaro Cárdenas, Ostuacán
Lázaro Cárdenas är en ort i Mexiko.   Den ligger i kommunen Ostuacán och delstaten Chiapas, i den sydöstra delen av landet, 700 km öster om huvudstaden Mexico City. Lázaro Cárdenas ligger 228 meter över havet och antalet invånare är 260.
Terrängen runt Lázaro Cárdenas är kuperad. Runt Lázaro Cárdenas är det ganska glesbefolkat, med 42 invånare per kvadratkilometer. Närmaste större samhälle är San Miguel la Sardina, 5,3 km söder om Lázaro Cárdenas. I omgivningarna runt Lázaro Cárdenas växer huvudsakligen savannskog.